# Philodendron schottii
Philodendron schottii là một loài thực vật có hoa trong họ Ráy (Araceae). Loài này được K.Koch miêu tả khoa học đầu tiên năm 1864.